# Presidentvalet i Venezuela 2006
Bolivarianska republiken Venezuela höll presidentval 3 december 2006. En president valdes för en sexårs-period, med tillträde från och med 10 januari 2007.
Huvudkandidaterna var sittande presidenten Hugo Chávez och utmanaren Manuel Rosales. Valet övervakades av internationella observatörer från bland annat Europeiska unionen, Mercosur och Organization of American States.
Vann gjorde Hugo Chávez.